# Star Spangled War Stories
Star Spangled War Stories est un comics publié par la maison d'édition américaine DC Comics. Cette anthologie est la suite de Star-Spangled Comics mais le thème est cette fois la guerre. Parmi les séries qui se retrouvent dans ce comics sortent du lot Mademoiselle Marie créé par Robert Kanigher et Jerry Grandenetti, The War that Time Forgot, Enemy Ace et Unknown Soldier.

## Historique de la publication

### Séries d'origine
Star Spangled War Stories est la suite de Star-Spangled Comics et continue la numération de son prédécesseur avec le numéro 131. Ceci dure jusqu'au 133 quand DC change la numérotation en commençant au no 3. The War that Time Forgot est la série principale à partir du numéro 90 de mai 1960. Elle est écrite par Robert Kanigher et dessinée par Ross Andru. Elle met en scène un groupe de militaires américains perdus sur une île durant la guerre du Pacifique. Il s'avère que cette île est occupée par des dinosaures. Unknown Soldier est la série principale à partir du numéro 151 de juin 1970.
Star-Spangled War Stories connaît 204 numéros de 1952 à 1977. À partir du 205, elle est renommée « The Unknown Soldier ».

### Renaissance DC
Star Spangled War Stories Featuring G.I. Zombie est lancé en septembre 2014 dans le cadre de la Renaissance DC, mais elle est rapidement arrêtée au numéro 8 publié en mars 2015.

## Scénaristes et dessinateurs
Parmi les scénaristes de la série de 1952 se trouvent Robert Kanigher, qui était aussi le responsable éditorial, David Michelinie, Ed Herron, Bill Finger et Bob Haney. Parmi les dessinateurs se trouvent Neal Adams, Ross Andru, Gene Colan, Mort Drucker, Mike Esposito, Ramona Fradon, Russ Heath, Carmine Infantino, Bernard Krigstein, Joe Kubert, Leonard Starr, et Curt Swan.

## Récompenses
Le comics remporte le Prix Alley  en 1969 dans la catégorie Meilleur titre de guerre.